# Theodor Dietze

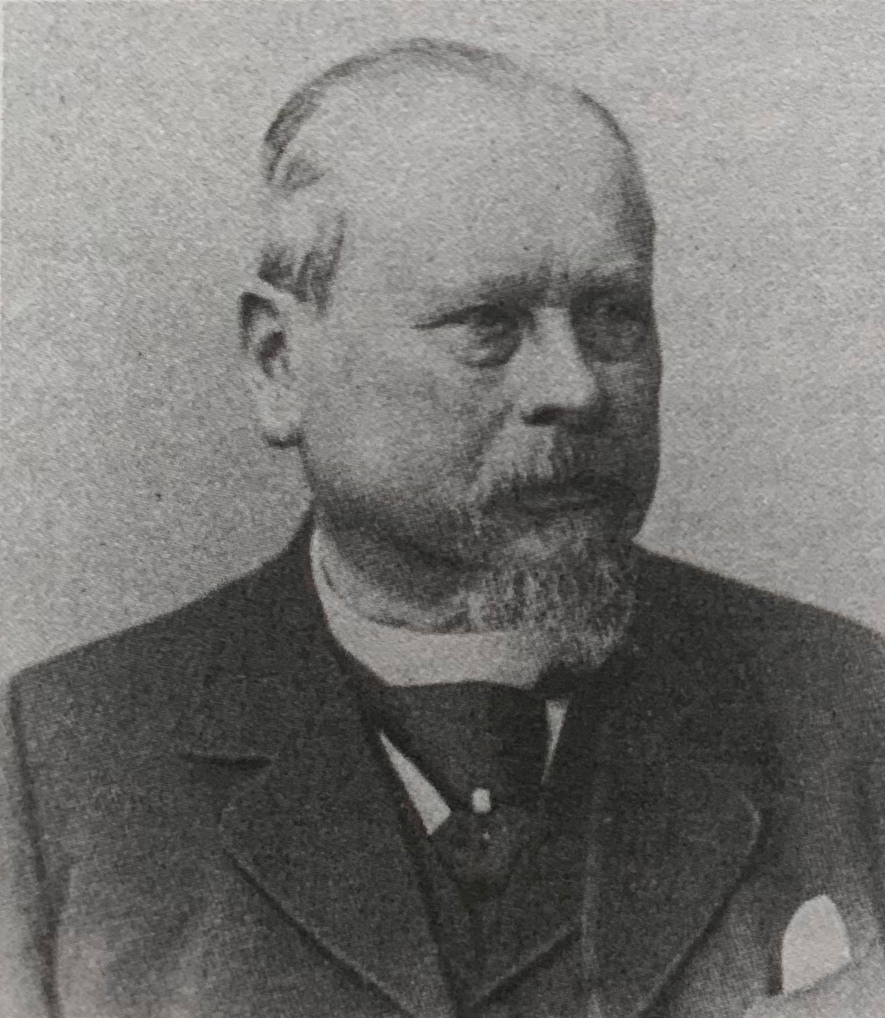
Theodor Dietze

Theodor Ludwig Dietze (* 13. Dezember 1824 in Elberfeld; † 24. Dezember 1908 ebenda) war ein deutscher Kaufmann und Politiker.

## Leben
Dietze war der Sohn des Kaufmanns Peter Theodor Dietze (* 23. Januar 1794 in Elberfeld; † 7. August 1872 in Düsseldorf) und dessen Ehefrau Maria Luisa Christina geborene Schniewind (* 22. Oktober 1798 in Elberfeld; † 15. Februar 1855). Er war lutherischer Konfession und heiratete am 14. März 1849 in Elberfeld Bertha Winkelmann (* 28. März 1830 in Elberfeld; † 14. Oktober 1904 ebenda).
Dietze machte eine kaufmännische Ausbildung und lebte als Kaufmann in Elberfeld. Er war Associé der Rohseiden-Handlung „G.B. Dietze“.
Von Februar 1855 bis Dezember 1900 war er unbesoldeter Beigeordneter und Leiter der gewerblichen Unterstützungskasse in Elberfeld. Von 1874 bis 1888 war er für den Stand der Städte und den Wahlkreis der Stadt Elberfeld Abgeordneter im Provinziallandtag der Rheinprovinz. Nach der Wahlrechtsreform des Jahres 1888 wurde er erneut in den Provinziallandtag gewählt (nun von der Stadtverordnetenversammlung) und blieb bis zu seinem Tod 1908 Abgeordneter. Von April 1879 bis 1888 war er Mitglied im Provinzialverwaltungsrates, von 1888 bis zu seinem Tod Mitglied des Provinzialausschusses. Von 1871 bis 1903 gehörte er als Vertreter der Stadt Elberfeld dem Preußischen Herrenhaus an.
Ab 1857 war er Vorsitzender der Verwaltung der städtischen Sparkasse, ab 1861 Vorsitzender der Direktion des Waisenhauses, von 1863 bis 1904 Vorsitzender des Vorstandes des städtischen Feuerlöschwesens sowie von 1862 bis 1895 Präses der Casino-Gesellschaft in Elberfeld.
Er wurde 1865 mit dem Kronenorden 4. Klasse und 1870 mit der 3. Klasse ausgezeichnet. 1877 erhielt er den Roter Adlerorden 3. Klasse und 1880 die Schleife dazu. 1884 erhielt er das Kreuz der Ritter des königlichen Hausordens von Hohenzollern. Seine Frau wurde mit der Kriegsgedenkmünze für Nichtkombattanten 1870/71 ausgezeichnet.